# Jack Frost (zenész)
Jack Frost (Jersey City, New Jersey, 1968. július 4. –) amerikai gitáros, aki a Seven Witches heavy/power metal zenekarával vált ismertté, mellyel eddig nyolc nagylemezt készített.

## Pályafutása
Tagja az 1998-ban megalakult The Bronx Casket Co. együttesnek is, valamint megfordult a Savatage soraiban. Velük a 2001-es Poets and Madmen lemez turnéján zenélt, majd meghatározatlan okok miatt elbocsátották.
A német power metal együttes Metalium State of Triumph – Chapter Two albumán szintén felbukkant 2000-ben. A Seven Witches és a vendégszereplések mellett saját neve alatt is megjelentetett két albumot, melyek Raise Your Fist To Metal illetve Out In The Cold címmel jelentek meg, 2003-ban és 2005-ben.
2007-ben a Lizzy Borden gitárosaként is fellépett pár koncert erejéig. Erősítők terén a saját nevével ellátott Fuchs Frost-100 Amp-t használ.

## Diszkográfia

### Szólóalbumok
- Raise Your Fist To Metal (2003)
- Out In The Cold (2005)

### Seven Witches
- 1998 – Seven Witches
- 1999 – Second War In Heaven
- 2000 – City Of Lost Souls
- 2002 – Xiled To Infinity And One
- 2003 – Passage to the Other Side
- 2004 – Year of the Witch
- 2005 – Amped
- 2007 – Deadly Sins

### Frost Bite
- 1994 – Icy Hell
- 1996 – Secret Admirer
- 1997 – Carousel

### The Bronx Casket Company
- 1999 – Bronx Casket Company
- 2000 – Sweet Home Transylvania
- 2005 – Hellectric

### SPEEED
- 1999 – Powertrip Pigs

### Metalium
- 2000 – State of Triumph: Chapter Two

## Fordítás
- Ez a szócikk részben vagy egészben  a   Jack Frost című angol Wikipédia-szócikk fordításán alapul.  Az eredeti cikk szerkesztőit annak laptörténete sorolja fel. Ez a jelzés csupán a megfogalmazás eredetét és a szerzői jogokat jelzi, nem szolgál a cikkben szereplő információk forrásmegjelöléseként.